# كيتلين جيرارد
كيتلين جيرارد (بالإنجليزية: Caitlin Gerard)‏ (مواليد 26 يوليو 1988) هي ممثلة أمريكية. حصلت كيتلين علي أول دور قيادى لها في الموسم الأول من مسلسل الدراما American Crime.

## الحياة الشخصية
ولدت كيتلين بلوس أنجلوس في الولايات المتحدة. التحقت كيتلين بthe International School of Los Angeles ، وهي مدرسة فرنسية خاصة، وتخرجت من مدرسة ماليبو الثانوية في عام 2006 التحقت بعدها بجامعة كاليفورنيا (لوس أنجلوس) وتخصصت في اللغة الإنجليزية مع تركيز في الكتابة الإبداعية.

## الأعمال
أفلام
| السنة | الفيلم                       | الدور           | ملاحظات   |
| ----- | ---------------------------- | --------------- | --------- |
| 2010  | الشبكة الاجتماعية            | أشلى            |           |
| 2010  | The Awakening                | جيسكا           |           |
| 2011  | Answers to Nothing           | الفتاة الفرنسية |           |
| 2012  | Magic Mike                   | كيم             |           |
| 2012  | Smiley                       | أشلى            |           |
| 2014  | Genvieve                     | جينفيف          | فيلم قصير |
| 2014  | I Think I'm in Love with You |                 | فيلم قصير |
| 2014  | Manifesto                    | ناتالى          |           |
| 2015  | Pocket Listing               | جاين            |           |
| 2015  | Hi-Tone                      | جاينى           |           |
| 2015  | Three Sheets                 | ستيفى           |           |
| 2016  | المهمة                       | جوهنى الممرضة   |           |
| 2018  | غدار: المفتاح الأخير         | ايموجين رينييه  |           |
| 2018  | The Wind                     | ليزى ماكلين     |           |

تلفزيون
| السنة | الفيلم                        | الدور        | ملاحظات |
| ----- | ----------------------------- | ------------ | ------- |
| 2012  | Jan                           | جاين         |         |
| 2012  | Vanessa & Jan                 | جاين         |         |
| 2012  | Ruth & Erica                  | جاين         |         |
| 2013  | Zach Stone Is Gonna Be Famous | إيمى         |         |
| 2015  | American Crime                | أوبري تايلور |         |
| 2017  | When We Rise                  | جين          |         |
| 2018  | The Last Ship                 | كيلسى        |         |

## وصلات خارجية
- كيتلين جيرارد على موقع IMDb (الإنجليزية)
- كيتلين جيرارد على موقع روتن توميتوز (الإنجليزية)
- كيتلين جيرارد على موقع ألو سيني (الفرنسية)
- كيتلين جيرارد على موقع أول موفي (الإنجليزية)
- كيتلين جيرارد على موقع قاعدة بيانات الفيلم (الإنجليزية)